# Пястово (Пшасниський повіт)
Пястово (пол. Piastowo) — село в Польщі, у гміні Кшиновлоґа-Мала Пшасниського повіту Мазовецького воєводства.
Населення — 80 осіб (2011).
У 1975-1998 роках село належало до Остроленцького воєводства.

## Демографія
Демографічна структура станом на 31 березня 2011 року:
|          | Загалом | Допрацездатний вік | Працездатний вік | Постпрацездатний вік |
| -------- | ------- | ------------------ | ---------------- | -------------------- |
| Чоловіки | 41      | 4                  | 33               | 4                    |
| Жінки    | 39      | 5                  | 24               | 10                   |
| Разом    | 80      | 9                  | 57               | 14                   |